# Heliotrop

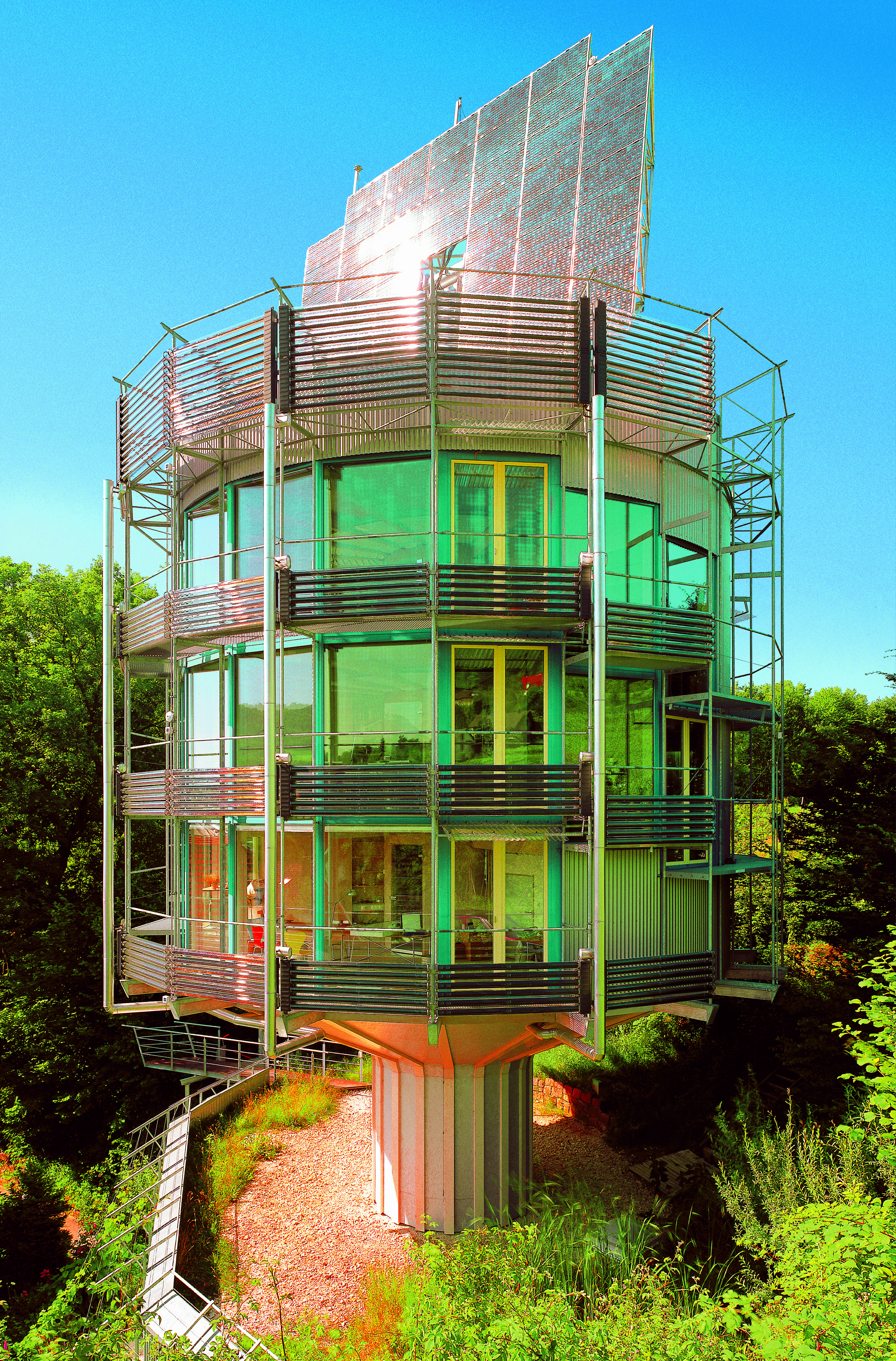
L'Heliotrop

L'Heliotrop est une maison solaire tournante de l'architecte Rolf Disch, construite en 1994 à Fribourg-en-Brisgau, à bilan énergétique positif.

## Fonctionnement
Elle utilise pour produire ce qui est nécessaire à sa propre consommation énergétique : 
- un système de suivi double axe photovoltaïque ;
- un système d'échange de chaleur géothermique ;
- un système de cogénération servant à chauffer le bâtiment et produire de l’électricité ;
- un système de compostage interne, pour les déchets organiques.